# خان زغالي ها
خان زغالي ها (بالفارسية: کاروانسرای زغالی‌ها) هو خان تاريخي يعود إلى عصر القاجاريون، ويقع في همدان.